# スタジアム・ガル
スタジアム・ガル(Stadium Gal)は、スペインのバスク州ギプスコア県イルンにあるサッカー専用スタジアム。地元のサッカークラブ、レアル・ウニオン・クルブのホームスタジアムである。1902年、1915年にゲームに使用されていたと記述があるが、レアル・ウニオン所有のサッカー専用スタジアムとして開場したのは1926年の9月26日。ピッチは天然芝で、公式サイト記載の最新収容人数は5,000人。ビダソア川の河岸に位置しフランス国境から約300mの位置にあり、国境を超えた先のアンダイエの街と近い。

## 歴史

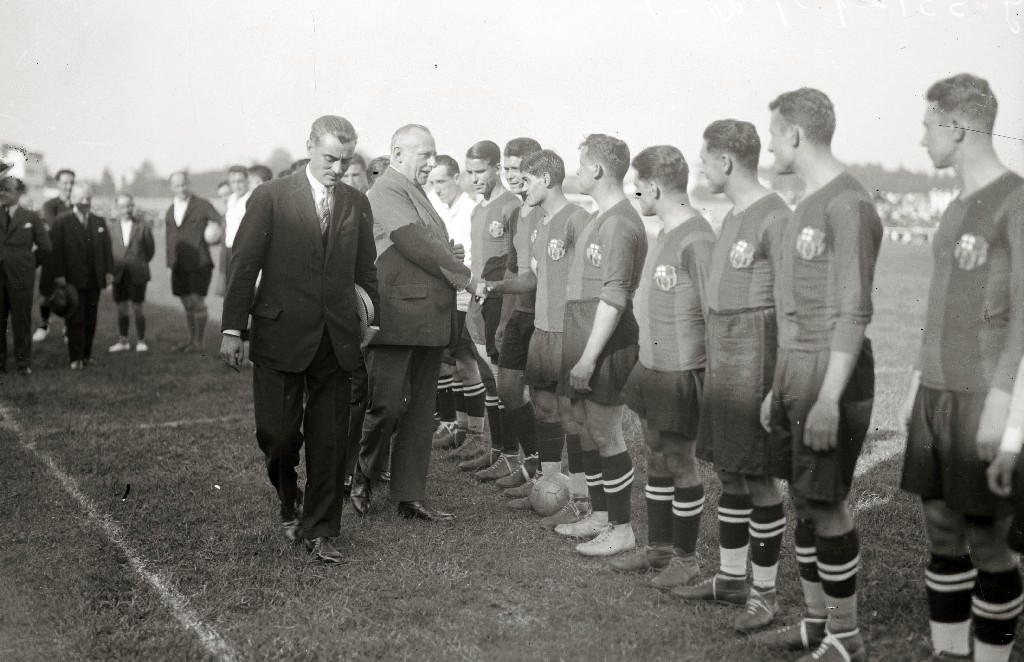
1926年の開場時の様子。レアル・ウニオンの黄金期だった。

1926年9月26日の開場時には、レアル・ウニオンとFCバルセロナの試合が行われた。この開場は建築会社「ペルフミア・ガル」を経営する地元の資産家サルバドール・エチェンディア・ガル氏によるピッチの寄贈のお陰である。コパ・デル・レイを2回制覇したクラブの黄金期に建てられた。1918年から1924年の間に2回コパ・デル・レイを制し、1922年には準優勝した。1927年にはアレナス・クルブ・デ・ゲチョを決勝で破り3度目の優勝を果たした。
当時のガルはアスレティック・ビルバオ(本拠地サン・マメスのこけら落としの相手がレアル・ウニオンであった)、セルタ・デ・ビーゴ(本拠地バライドスのこけら落としの相手がレアル・ウニオンであった)、スポルティング・デ・ヒホン、レアル・マドリード、FCバルセロナ、レアル・ソシエダ、RCDエスパニョール、ラシン・サンタンデール、アトレティコ・マドリード等といったアウェイチームを、プリメーラ・ディビシオンの舞台で迎えていた。
1950年にはピッチの周囲にレース用トラックが作られた事があり、ブエルタ・ア・エスパーニャ第6ステージのビルバオ-イルン間のゴール地点に使われれ、ジャン・ボベ、コッピ、フェデリコ・バーモンテス、ミゲル・ポブレットなどの同時代の最高のサイクリスト達も、このトラックを走った。
1997-98シーズンにスタジアム・ガルのスタンドは一時解体され、ビダソア川のほとりの旧スタジアムと全く同じ場所に建てられた。
このスタジアムでレアル・ウニオンはプリメーラ、セグンダ、セグンダB、テルセーラ時代の全てのホームゲームを開催している。セグンダB所属時代の2008-09コパ・デル・レイのベスト16でレアル・マドリードと対戦し、ガルでの第1戦を3-2で先勝、サンティアゴ・ベルナベウで1-1で引き分け4-3で下した。セグンダB所属クラブで、レアル・マドリードを国王杯においてH＆A形式で下したのはレアル・ウニオンが初めてであった。
収容人数5,000人のうち3,000人分が座席化されたゾーンで、うち1,700人はメインスタンド(Tribuna Principal)、1,300人がバックスタンド(Tribuna Este)である。ピッチサイズは100×65、他に人工芝のピッチも付近に保有している。

## ギャラリー

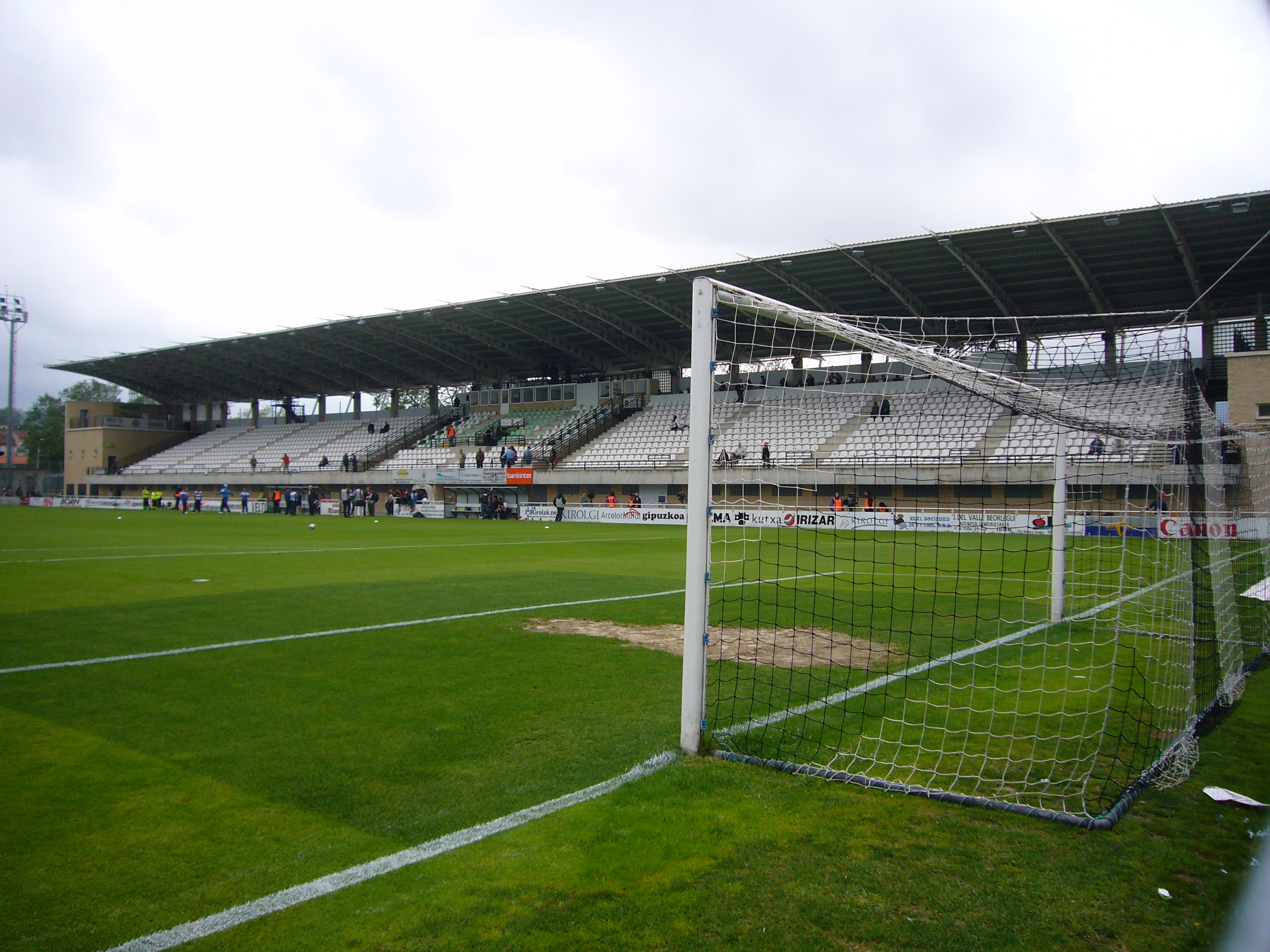
メインスタンドをゴール裏から見た眺め
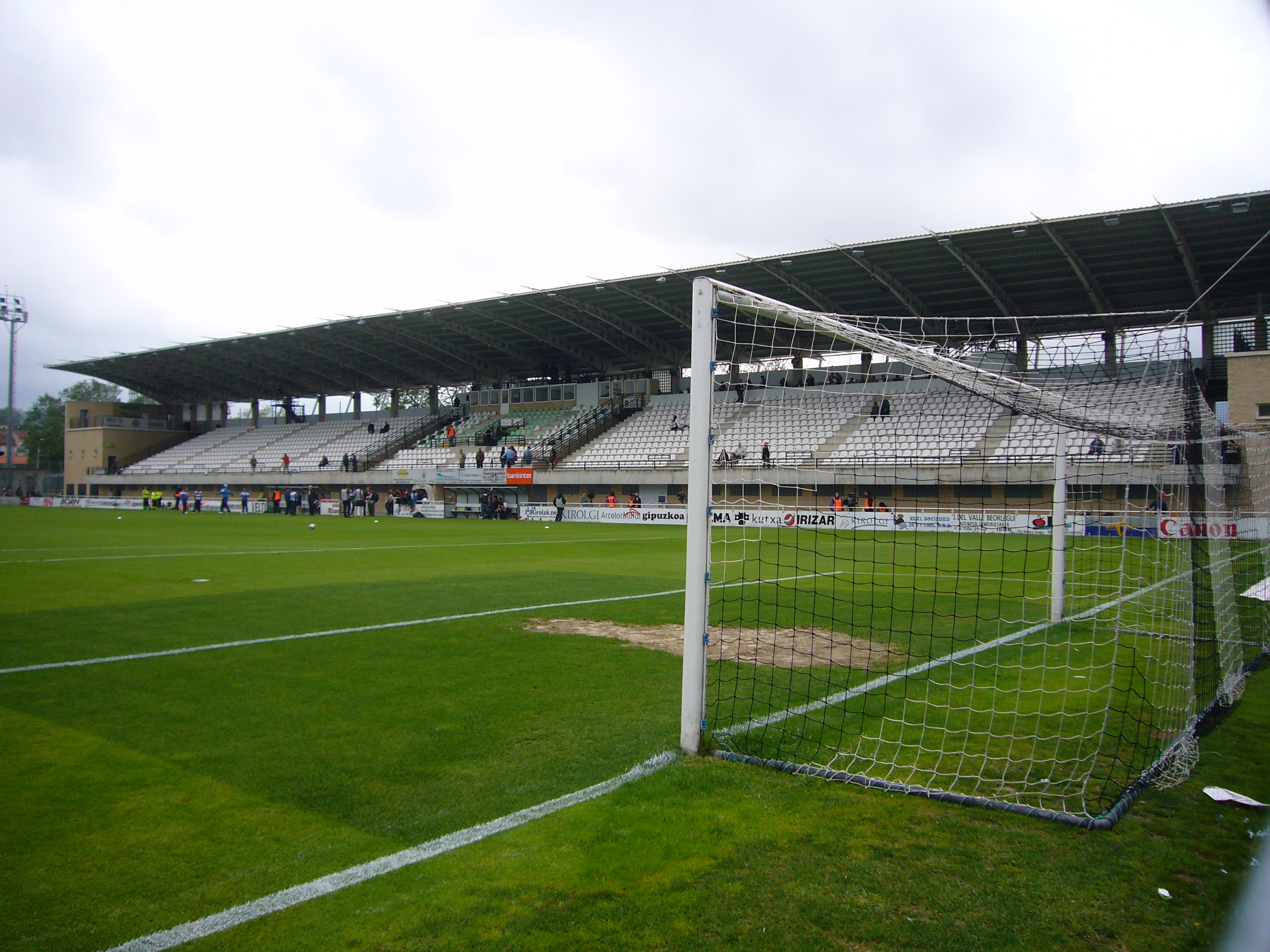
メインスタンドをゴール裏から見た眺め